# Кубок Европы по легкоатлетическим многоборьям 2015
Кубок Европы по легкоатлетическим многоборьям 2015 года прошёл 4—5 июля на стадионе имени Латр де Тассиньи в городе Обань (Франция). На протяжении двух дней 8 сильнейших сборных Европы боролись за победу в командном первенстве Суперлиги. Турниры в Первой и Второй лигах состоялись в те же самые сроки в польском Иновроцлаве.
Соревнования в последний раз прошли под этим названием: со следующего розыгрыша (в 2017 году) они стали существовать в легкоатлетическом календаре под вывеской «Командный чемпионат Европы по легкоатлетическим многоборьям».
Каждая команда была представлена 4 мужчинами и 4 женщинами. Таким образом, на старт вышли 64 многоборца. Лучшая сборная в командном зачёте определялась по сумме результатов 3 лучших мужчин и 3 лучших женщин. Две худшие команды по итогам соревнований теряли право участвовать в Суперлиге в следующем розыгрыше.

## Результаты

### Командное первенство
Звание победителя Кубка успешно защитила сборная России, возглавляемая действующим зимним чемпионом Европы Ильёй Шкуренёвым.
| Место | Команда | Очки                                        | Общая сумма |
| ----- | --- | ------------------------------------------- | ----------- |
| 1     | Россия · Илья Шкуренёв · Евгений Саранцев · Сергей Тимшин · Роман Кондратьев · Анна Бланк · Ульяна Александрова · Анастасия Белякова · Елена Молодчинина | 8378 7851 7825 (7546) 6037 5963 5646 (DNF)  | 41700       |
| 2     | Франция · Ромен Баррас · Флориан Жеффруэ · Максим Моген · Пьер Жозеф-Парфет · Мариса Де Анисето · Сандра Жакмер · Сара Шошар · Анаэль Ньябеу Джапа       | 8007 7970 7801 (7395) 5795 5672 5479 (5415) | 40724       |
| 3     | Эстония · Таави Чернявский · Рамо Каск · Хендрик Лепик · Микк Меэрентс · Грит Шадейко · Мари Клауп · Линда Трайель · Ханна-Май Вайкла                    | 7744 7455 7418 (7269) 6196 5690 5372 (4778) | 39875       |
| 4     | Украина |                                             | 39461       |
| 5     | Беларусь |                                             | 39414       |
| 6     | Великобритания |                                             | 38791       |
| 7     | Нидерланды |                                             | 38753       |
| 8     | Чехия |                                             | 36767       |

Курсивом выделены участники, чей результат не пошёл в зачёт команды

### Индивидуальное первенство
| Место | Атлет            | Страна         | Очки |
| ----- | ---------------- | -------------- | ---- |
| 1     | Илья Шкуренёв    | Россия         | 8378 |
| 2     | Алексей Касьянов | Украина        | 8105 |
| 3     | Ромен Баррас     | Франция        | 8007 |
| 4     | Флориан Жеффруэ  | Франция        | 7970 |
| 5     | Евгений Саранцев | Россия         | 7851 |
| 6     | Сергей Тимшин    | Россия         | 7825 |
| 7     | Максим Моген     | Франция        | 7801 |
| 8     | Лайам Рамсей     | Великобритания | 7774 |
| 9     | Таави Чернявский | Эстония        | 7744 |
| 10    | Марек Лукаш      | Чехия          | 7595 |

| Место | Атлет                | Страна   | Очки |
| ----- | -------------------- | -------- | ---- |
| 1     | Алина Фёдорова       | Украина  | 6278 |
| 2     | Грит Шадейко         | Эстония  | 6196 |
| 3     | Анна Бланк           | Россия   | 6037 |
| 4     | Ульяна Александрова  | Россия   | 5963 |
| 5     | Яна Максимова        | Беларусь | 5870 |
| 6     | Анна Городская       | Беларусь | 5812 |
| 7     | Мариса Де Анисето    | Франция  | 5795 |
| 8     | Екатерина Нецветаева | Беларусь | 5783 |
| 9     | Мари Клауп           | Эстония  | 5690 |
| 10    | Сандра Жакмер        | Франция  | 5672 |

## Первая лига
Соревнования в Первой лиге состоялись 4—5 июля в польском Иновроцлаве. Две лучшие сборные, Швейцария и Польша, добились права участия в Суперлиге в следующем розыгрыше турнира.
| Место | Команда   | Общая сумма |
| ----- | --------- | ----------- |
| 1     | Швейцария | 39694       |
| 2     | Польша    | 39229       |
| 3     | Испания   | 39069       |
| 4     | Италия    | 37053       |
| 5     | Швеция    | 36710       |
| 6     | Румыния   | 33775       |

## Вторая лига
Соревнования во Второй лиге состоялись 4—5 июля в польском Иновроцлаве. Две лучшие сборные, Финляндия и Португалия, добились права участия в Первой лиге в следующем розыгрыше турнира.
| Место | Команда    | Общая сумма |
| ----- | ---------- | ----------- |
| 1     | Финляндия  | 36948       |
| 2     | Португалия | 36311       |
| 3     | Латвия     | 36296       |
| 4     | Греция     | 35547       |